# Тургеневская улица (Владикавказ)
Тургеневская улица — улица в городе Владикавказ, Северная Осетия, Россия. Находится в Затеречном и Северо-Западном районах между улицей Братьев Темировых и Гугкаева. Начинается от улицы Братьев Темировых.

## География
Тургеневскую улицу с юга на север пересекают улицы Пироговская, Ушинского, Серафимовича, Шота Руставели, Гадиева, Мамсурова, Генерала Плиева, Митькина, Дзержинского, Кубалова, Нальчикская, Первомайская, Братьев Газдановых, Кцоева, Гагарина, Барбашова, Таутиева, Островского, Весёлая, Генерала Хаджи Мамсурова, Кольбуса, Бритаева, Калинина, Зои Космодемьянской, Краснодонская и Талалихина.
От Тургеневской улицы начинаются улицы Гизельская, Зелёная и Георгия Малиева.
Улица является западной границей сквера имени Гагарина.

## История
Улица названа в честь русского писателя Ивана Тургенева (1818—1883).
Образовалась во второй половине XIX века. Впервые отмечена под собственным наименованием в 1911 году на Плане областного города Владикавказа Терской области. Упоминается также в Перечне улиц, площадей и переулков от 1925 года.

## Источник
- Владикавказ. Карта города, 2011.
- Кадыков А. Н. Улицы, переулки, площади и проспекты г. Владикавказа: справочник. — Владикавказ: Респект, 2010. — С. 359—360. — С. 512 — ISBN 978-5-905066-01-6
- Торчинов В. А., Владикавказ., Краткий историко-краеведческий справочник, Владикавказ, Северо-Осетинский научный центр, 1999, стр. 93, ISBN 5-93000-005-0